# Meruňkový ostrov
Slovenský film Meruňkový ostrov je natočen v roce 2012. Hlavní role hrají Szidi Tobias, Attila Mokos, Peter Nadasdi a György Cserhalmi. Film režíroval Peter Bebjak.

## Recenze
- Meruňkový ostrov na KritikyCZ –
- Leto, marhule, láska a domáca na ArtBlog.sk